# Комгалл (святой)
Комгалл (Комгалл мокку Ариди; др.‑ирл. Comgall; ок. 510 — 602) — ирландский святой (день памяти — 10 мая), основатель монастыря Бангор (др.‑ирл. Bendchur, англ. Bangor) в Ольстере на территории племени Дал Арайде, к которому принадлежал.
Родился около 510 года (согласно анналам, он умер на 91-м году жизни) и основал монастырь в Бангоре в середине VI века Известно два латинских жития святого Комгалла. Учениками Комгалла были святые Лахтан, Силлан Бангорский и Финтан из Дуна.